# Mesones de Isuela
Mesones de Isuela es un municipio y localidad española de la provincia de Zaragoza, en la comunidad autónoma de Aragón. El término municipal tiene una población de 266 habitantes (INE 2024).

## Toponimia
El nombre de Mesones aparece como Mijúnish o Majjúnish y Mishúnísh en diferentes pasajes del autor árabe az-Zuhrí. Remonta al latín Mansiones “paradores, mesones”, denominación que alude a la presencia en el lugar, ya en la época romana, de varios establecimientos en los que los viajeros podían pernoctar.
Hasta la reforma de la nomenclatura municipal de 1916 el municipio se llamaba simplemente Mesones. En dicha fecha su nombre fue modificado por el de Mesones de Isuela.

## Demografía
Cuenta con una población de 266 habitantes (INE 2024).
| Gráfica de evolución demográfica de Mesones de Isuela entre 1842 y 2021 |
| |
| Población de derecho según los censos de población del INE Población de hecho según los censos de población del INEEn estos censos se denominaba Mesones: 1842, 1857, 1860, 1877, 1887, 1897, 1900 y 1910 |

## Administración y política
| Período   | Alcalde                 | Partido |  |
| --------- | ----------------------- | ------- |  |
| 1979-1983 | Domingo Ibarzo Andrés   | UCD     |  |
| 1983-1987 |                         |         |  |
| 1987-1991 |                         |         |  |
| 1991-1995 |                         |         |  |
| 1995-1999 |                         |         |  |
| 1999-2003 |                         |         |  |
| 2003-2007 |                         |         |  |
| 2007-2011 |                         |         |  |
| 2011-2015 |                         |         |  |
| 2015-2019 | José Antonio Gómez Ruiz | PSOE    |  |

| Partido político    | Partido político                                   | 2003   | 2007   | 2011   | 2015   |
| Partido político    | Partido político                                   | Ediles | Ediles | Ediles | Ediles |
|                     | Partido de los Socialistas de Aragón (PSOE-Aragón) | —      | 2      | 1      | 3      |
|                     | Partido Popular de Aragón (PP)                     | 5      | 4      | 4      | 2      |
|                     | Izquierda Unida (IU)                               | —      | 1      | 1      | 1      |
|                     | Partido Aragonés (PAR)                             | 2      | 0      | 1      | 1      |
| Total de concejales | Total de concejales                                | 7      | 7      | 7      | 7      |

## Patrimonio

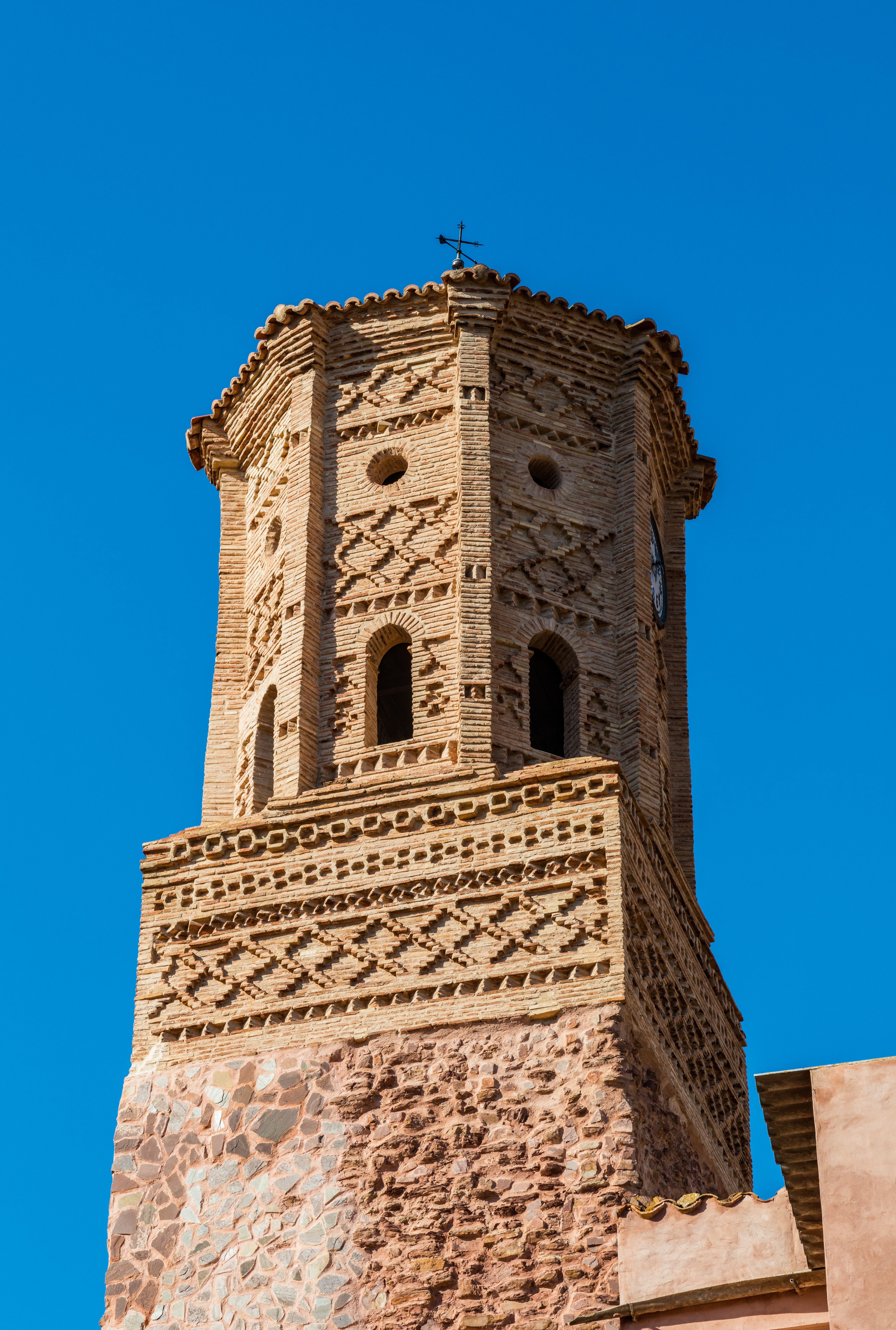
Torre mudéjar de la iglesia de la Asunción

Lo más destacado del patrimonio del municipio son su castillo y la iglesia de la Asunción.